# 段达
段达（？—621年6月5日），武威姑臧（今甘肃武威）人，隋朝官員。

## 家世
祖父段缘，魏骠骑大将军、通直散骑常侍、司空、雁门郡公。父亲段严，北周右卫大将军、开府仪同三司、左光禄大夫、朔州刺史、襄垣县简穆公。

## 生平
段达在北周，年仅三岁，袭爵襄垣县公。长大后，身长八尺，美须髯，弓马娴熟。杨坚为丞相，以大都督领亲信兵，常置段达左右。杨坚建立隋朝，段达为左直斋，累迁至车骑将军，兼晋王（杨广）参军。高智惠、李积等作乱，段达率众一万，平定方、滁二州，被赏赐缣千段，进封仪同。又在宣州破汪文进，加封开府，赐奴婢五十口，绵绢四千段。仁寿初年，为太子（杨广）左卫副率。大业初年，隋炀帝以段达是蕃邸旧臣，拜他为左翊卫将军。西征吐谷浑，进位金紫光禄大夫。隋炀帝征辽东高句丽，百姓苦役，平原郝孝德、清河张金称聚众造反，攻陷城邑，郡县不能抵御。隋炀帝令段达出击，多次被张金称等所挫，伤亡甚多。起事军轻视他，称他为段姥。后用鄃县县令杨善会之计，方致大捷。还京，以公事免官。大业九年（613年），隋炀帝再征辽东，以段达留守涿郡。不久复拜段达为左翊卫将军。高阳魏刀兒聚众十余万，自号历山飞，侵扰燕赵。段达率涿郡通守郭绚击败了他。当时起事军太多，官军讨厌打仗，段达不能因机决胜，只有持重自守，顿兵馈粮，多无所获，当时都称他为怯芃。大业十二年（616年），隋炀帝南幸江都宫，下诏命段达与太府卿元文都留守东都。李密率领瓦岗军据守洛口，派兵侵扰到城下，段达与监门郎将庞玉、虎牙郎将霍世举率内兵出城抵御。很有功，迁任左骁卫大将军。王世充兵败，李密再进据北邙山，抵达上春门，段达与判左丞郭文懿、尚书韦津出兵抵御。段达见李密的瓦岗军，不打就跑了，被李密所乘，隋军大溃，韦津被俘。于是瓦岗军日盛。隋炀帝在江都被宇文化及所弑，段达与元文都等推举越王杨侗为皇帝，段达任开府仪同三司，兼纳言，封陈国公。元文都等谋诛王世充，段达向王世充告密，作为王世充内应。及事发後，杨侗执元文都献于王世充，王世充非常崇重段达。打败李密，段达等劝杨侗为王世充加九锡，请他禅让。王世充自称郑帝，以段达为司徒。李世民平东都，段达坐诛，妻子籍没。

## 《说唐》小说人物
在《说唐演义全传》中，段达是东镇王王世充麾下元帅，善使一杆方天画戟。众家反王进扬州抢夺武状元之时，出马与山后定阳王刘武周麾下大将甄翟儿交战，未及几个回合即被甄翟儿斩杀。

## 后裔
- 子：段师，隋左千牛、东宫左内率、太常卿、殷州刺史。
- 孙：段玮，奉车都尉。大业十年，解褐建节尉，十二年授奉车都尉。唐咸亨元年（670年）八月卅日卒，享年七十有二。
- 曾孙：段怀节

## 延伸阅读
[在维基数据编辑]
 《隋書·卷85》，出自魏徵《隋书》